# Fred Khumalo
Fred Khumalo (geboren 4. August 1966 in Chesterville, Durban, Südafrika) ist ein südafrikanischer Journalist und Schriftsteller.

## Leben
Fred Khumalo wuchs in Mpumalanga auf. Er studierte Journalismus am Technikon Natal und kreatives Schreiben an der  Witwatersrand-Universität in Johannesburg. 
Khumalos Werk umfasst verschiedene Genres, darunter Romane, Sachbücher, Memoiren und Kurzgeschichten. Er schreibt für verschiedene Zeitschriften in Südafrika, Kanada und Großbritannien. Seine Autobiographie Touch My Blood: The Early Years (2006) wurde von James Ngcobo als Bühnenproduktion umgesetzt. Im Jahr 2017 veröffentlichte er anlässlich des hundert Jahre zurückliegenden Untergangs des britischen Truppentransporters Mendi 
einen historischen Roman über den Einsatz südafrikanischer Soldaten auf dem europäischen Kriegsschauplatz. The Longest March (2019) schildert die Flucht von 7000 schwarzen Minenarbeitern aus Johannesburg während des Burenkriegs.
Khumalo erhielt 2005 für seinen Debütroman den südafrikanischen Förderpreis European Union Literary Award, weiterhin einen Alan Paton Award und einen Nadine Gordimer Short Story Award sowie andere Stipendien. Er war 2016 Fellow der Akademie der Künste der Welt Köln. Er ist seit 2021 Ajdunct Professor of Literature an der University of South Africa.

## Werke (Auswahl)
- Bitches' Brew. Roman. Jacana, 2007
- Seven Steps to Heaven. Roman. Jacana, 2008
- Zuma: The Biography of Jacob Zuma. Penguin, 2008
- Zulu Boy Gone Crazy: Hilarious Tales Post Polokwane. Sandton: KMM, 2010
- Touch My Blood: The Early Years. Penguin, 2011 (Autobiografie)
- Fred Khumalo, Paddy Harper, Gugu Kunene: The Lighter Side of Life on Robben Island: Banter, pastimes and boyish tricks. Houghton: Makana, 2012
- #ZuptasMustFall, and other rants. Penguin, 2016,
- Dancing the Death Drill. Roman. London: Jacaranda, 2017
  - Bevor wir sterben, tanzen wir. Übersetzung Christiane Seidel. Berlin : InterKontinental, 2023
- Talk of the Town: Short stories. Kwela, 2019
- The Longest March. Penguin, 2019
- A Coat of Many Colours. Kurzgeschichten. Kwela, 2021
- Two Tons o' Fun. Roman. Penguin, 2022
- Kurzgeschichten